# Micrurus ephippifer
Espèce
Synonymes
- Elaps ephippifer Cope, 1886

Statut de conservation UICN

 VU B1ab(iii) : Vulnérable
Micrurus ephippifer est une espèce de serpents de la famille des Elapidae. 

## Répartition
Cette espèce est endémique d'Oaxaca au Mexique. 

## Liste des sous-espèces
Selon The Reptile Database (17 février 2014) :
- Micrurus ephippifer ephippifer (Cope, 1886)
- Micrurus ephippifer zapotecus Roze, 1989

## Publications originales
- Cope, 1886 : Thirteenth Contribution to the Herpetology of Tropical America. Proceedings of the American Philosophical Society, vol. 23, no 122, p. 271-287 (texte intégral).
- Roze, 1989 : New species and subspecies of coral snakes, genus Micrurus (Elapidae), with notes on type specimens of several species. American Museum Novitates, no 2932, p. 1-15 (texte intégral)